# Bes
Bes var i den ægyptiske mytologi en dæmonlignende dværggud. Han blev normalt afbildet med løvemanke, hale, lang penis og med tungen hængende ud af munden. Ofte blev Bes afbildet med en skræmmende grimasse og bærende knive eller Sa-hieroglyffen for beskyttelse.
Bes´ rolle var at skræmme onde magter væk, for trods hans grumme udseende, var han en populær, venlig og beskyttende gud. Han beskyttede især børn og gravide kvinder mod onde ånder, samt hele husstanden om natten. Især var han god til at jage slanger og andet kryb væk. På grund af denne evne, havde han derfor fast plads i den egyptiske husstand. Derudover blev han også associeret med musik og dans.

## Historie
Bes begyndte at dukke op omkring år 2000 f.v.t. Her blev han fundet afbildet på såkaldte magiske knive, brugt som symbol på beskyttelse. Eftersom Bes havde evner som beskytter ved søvn, seksualitet, svangerskab og fødsel, var han ofte at finde afbildet på senge, nakkestøtter, stole, spejle og kosmetik-krukker.
Omkring år 1000 f.v.t udviklede Bes sig. Som beskytter af små børn blev han nu også opfattet som beskytter af Horusbarnet. I krig mod især slanger tog Bes sig af ham sammen med Thoth. På den måde blev han koblet sammen med solkulten.

## Bes og Apis-kulten
Tilbedelsen af Bes var særlig markant i Saqqara-området i 300-tallet f.v.t. Den store religiøse begivenhed dér var den højtidelige begravelse af apistyren. Under begravelsesprocessionen
dansede der blandt andet en dværg rundt som inkarnation af Bes. Dette fremgår af en inskrift på dværgen Djedhors sarkofag i Det Egyptiske Museum i Cairo.
Den franske arkæolog Mariette har også fundet en stor statue af Bes nær indgangen til de store Apis-tyregrave.
Statuen var placeret for at markere Bes´ beskyttende tilstedeværelse i området. Denne statue kan ses på Louvre-museet i dag.
I forbindelse med Apis-helligdommen har britiske arkæologer fundet kamre der blev anvendt af troende til at sove i. Under søvnen modtog de drømme fra Bes, som præsterne så kunne tyde. Man har også fundet falliske figurer som skulle sikre mændenes seksuelle formåen.